# Wereldkampioenschappen tafeltennis 2019
De wereldkampioenschappen tafeltennis vinden sinds 1926 plaats en worden georganiseerd door de ITTF. In de even jaren vinden de wereldkampioenschappen landenteams (mannenteams en vrouwenteams) plaats en in de oneven jaren de individuele kampioenschappen (mannen- en vrouwen enkelspel, mannen- en vrouwen dubbelspel en de gemengddubbel).
De wereldkampioenschappen tafeltennis 2019 werden van 21 tot en met 29 april gehouden in de Hungexpo in de Hongaarse stad Boedapest.
Op het programma stonden vijf onderdelen:
- Enkelspel mannen. Regerend kampioen was  Ma Long.
- Enkelspel vrouwen. Regerend kampioen was  Ding Ning.
- Dubbelspel mannen. Regerend kampioenen waren  Fan Zhendong en  Xu Xin.
- Dubbelspel vrouwen. Regerend kampioenen waren  Ding Ning en  Liu Shiwen.
- Gemengd dubbel. Regerend kampioenen waren  Maharu Yoshimura en  Kasumi Ishikawa.

Er werden geen landenteamwedstrijden gespeeld deze editie.

## Medailles

### Medaillewinnaars
| Onderdeel        | Goud                   | Zilver                           | Brons                                                   |
| Enkelspel (m)    | Ma Long                | Mattias Falck                    | An Jae-hyun Liang Jingkun                               |
| Enkelspel (v)    | Liu Shiwen             | Chen Meng                        | Ding Ning Wang Manyu                                    |
| Dubbel (m)       | Ma Long Wang Chuqin    | Ovidiu Ionescu Álvaro Robles     | Tiago Apolónia João Monteiro Liang Jingkun Lin Gaoyuan  |
| Dubbel (v)       | Sun Yingsha Wang Manyu | Hina Hayata Mima Ito             | Honoka Hashimoto Hitomi Sato Chen Meng Zhu Yuling       |
| Dubbel (gemengd) | Xu Xin Liu Shiwen      | Maharu Yoshimura Kasumi Ishikawa | Patrick Franziska Petrissa Solja Fan Zhendong Ding Ning |

### Medailleklassement
Dubbelparen uit verschillende landen gelden ieder als 0,5.
| Plaats | Land       | Goud | Zilver | Brons | Totaal |
| 1      | China      | 5    | 1      | 6     | 12     |
| 2      | Japan      | 0    | 2      | 1     | 3      |
| 3      | Zweden     | 0    | 1      | 0     | 1      |
| 4      | Roemenië   | 0    | 0,5    | 0     | 0,5    |
| 4      | Spanje     | 0    | 0,5    | 0     | 0,5    |
| 6      | Duitsland  | 0    | 0      | 1     | 1      |
| 6      | Portugal   | 0    | 0      | 1     | 1      |
| 6      | Zuid-Korea | 0    | 0      | 1     | 1      |
| Totaal | Totaal     | 5    | 5      | 10    | 20     |